# Tura angusta
Tura angusta is een pissebed uit de familie Porcellionidae. De wetenschappelijke naam van de soort is voor het eerst geldig gepubliceerd in 1913 door Gustav Budde-Lund.